# Voyage au centre de la Terre (film, 1959)
 (mars 2024).
Si vous disposez d'ouvrages ou d'articles de référence ou si vous connaissez des sites web de qualité traitant du thème abordé ici, merci de compléter l'article en donnant les références utiles à sa vérifiabilité et en les liant à la section « Notes et références ».
Pour les articles homonymes, voir Voyage au centre de la Terre (homonymie).
Pour plus de détails, voir Fiche technique et Distribution.
Voyage au centre de la Terre (Journey to the Center of the Earth) est un film américain réalisé par Henry Levin, sorti en 1959.
C'est l'adaptation du roman du même nom de Jules Verne, une fiction souterraine publiée en 1864.
Le film suit un professeur de géologie écossais persuadé qu'un explorateur disparu il y a deux siècles est parvenu à atteindre le centre de la Terre. Avec un de ses étudiants, il entreprend une extraordinaire descente à partir du cratère d'un volcan d'Islande.

## Synopsis

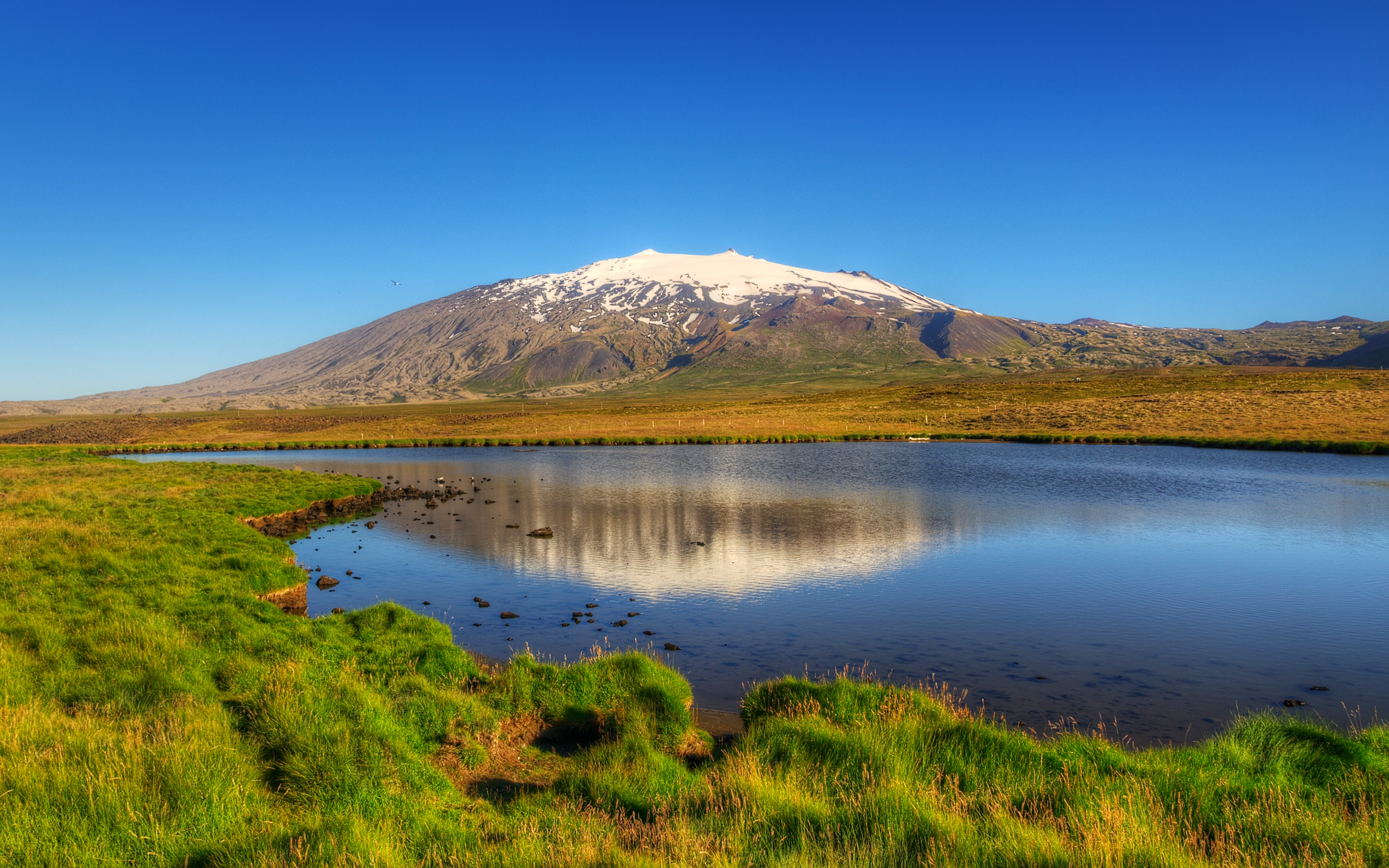
Le volcan Snæfellsjökull.

En 1880 en Écosse, le professeur Oliver Lindenbrook (James Mason), géologue à l'université d'Édimbourg fraîchement anobli, reçoit un morceau de roche volcanique d'Alec McEwan (Pat Boone), l'un de ses étudiants. Trouvant le rocher inhabituellement lourd, et à cause de la négligence de son assistant de laboratoire, M. Paisley (Ben Wright), il trouve à l'intérieur un fil à plomb portant une inscription cryptique. Lindenbrook et Alec découvrent qu'il a été abandonné par un scientifique nommé Arne Saknussemm, qui, 300 ans plus tôt, avait mis au jour un passage vers le centre de la Terre en descendant dans le cratère du Snæfellsjökull, un volcan situé à l'ouest de l'Islande. Après avoir traduit le message, Lindenbrook part immédiatement avec Alec pour suivre les traces du chercheur islandais.
Le professeur Göteborg (Ivan Triesault), après avoir reçu une correspondance de Lindenbrook au sujet du message, a choisi d'essayer d'atteindre le centre de la Terre en premier. Lindenbrook et McEwan le poursuivent en Islande. Là-bas, Göteborg et son assistant les enlèvent et les emprisonnent dans une cave. Ils sont libérés par un Islandais, Hans Bjelke (Peter Ronson), et son canard de compagnie Gertrud. Ils trouvent Göteborg mort dans sa chambre d'hôtel. Lindenbrook trouve des cristaux de cyanure de potassium dans la barbiche de Göteborg et conclut qu'il a été assassiné.
La veuve de Göteborg, Carla (Arlene Dahl), qui croyait initialement que Lindenbrook essayait de capitaliser sur le travail de son mari décédé, apprend la vérité dans le journal de Göteborg. Elle fournit le matériel et les fournitures que son mari avait rassemblées, notamment des lampes très recherchées de Ruhmkorff, mais uniquement à la condition de pouvoir les accompagner. Lindenbrook accepte à contrecœur et les explorateurs, y compris Hans et sa cane Gertrud se mettent en route. Arrivé au Snæfellsjökull, l'ombre d’un haut pic, le Scartaris, se projette à midi sur l'entrée du passage dans le cratère et leur descente sous la surface de la Terre commence alors.
Ils suivent les marques laissées par Arne Saknussemm. Cependant, ils ne sont pas seuls. Le comte Saknussemm (Thayer David), le meurtrier de Göteborg, estime que, en tant que descendant d'Arne Saknussemm, il est le seul à pouvoir être présent. Lui et son serviteur suivent le groupe secrètement. Quand Alec se retrouve séparé des autres, il trébuche presque sur le corps du défunt serviteur de Saknussemm. Lorsque Alec refuse de le remplacer, Saknussemm lui tire une balle dans le bras. Lindenbrook parvient alors à retrouver Saknussemm et Alec grâce aux échos provoqués par le coup de feu du pistolet du comte. Après lui avoir pris son arme, le groupe d'explorateurs décide de le condamner à mort. Cependant, comme personne ne veut l'exécuter, ils l'emmènent à contrecœur avec eux.

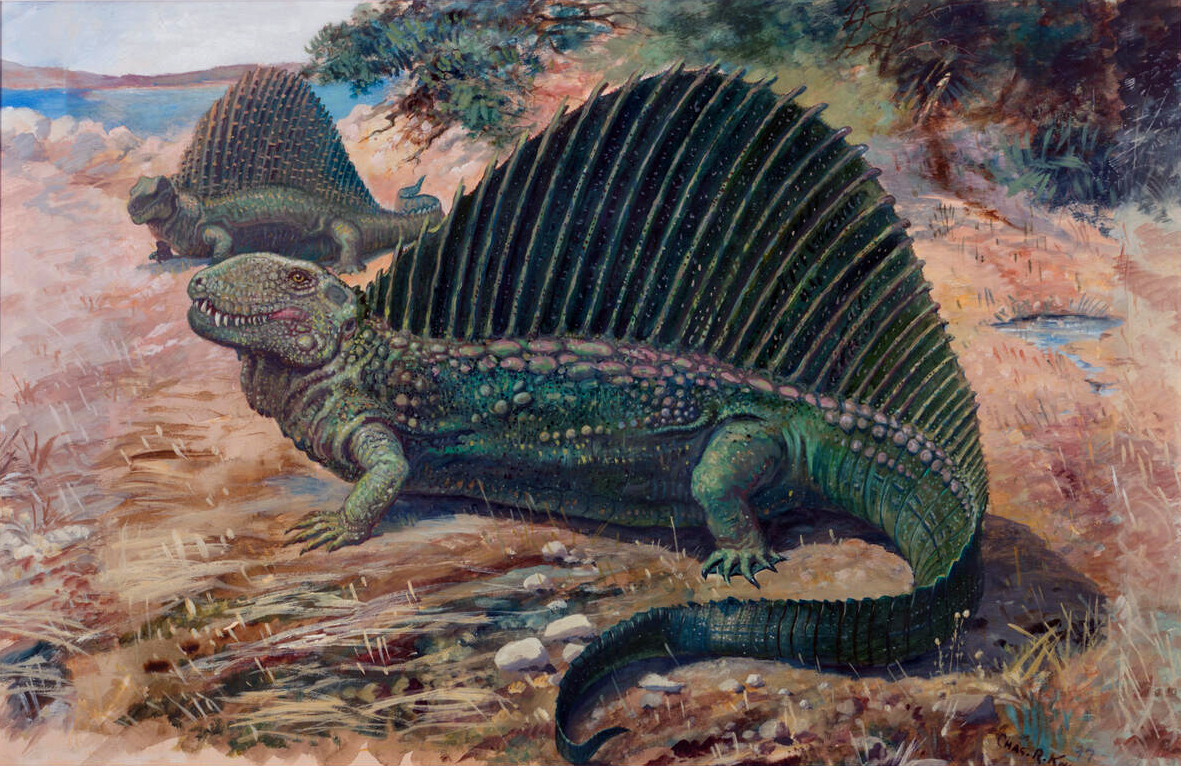
Représentation d'un dimétrodon.

Les explorateurs finissent par tomber sur une forêt de champignons géants, dont les pieds leur permettent de construire un radeau afin de poursuivre leur expédition en naviguant sur l'océan souterrain, la Téthys. Ils échappent de justesse à un groupe de dimétrodons, survivant sous la surface de la Terre. Leur radeau est pris dans des remous qui les entraînent dans un immense tourbillon en pleine mer. Le professeur en déduit que ce doit être le centre de la Terre : les forces magnétiques du nord et du sud se rencontrent là-bas et sont suffisamment puissantes pour arracher même l'or de leurs bagues et de leurs plombages. Complètement épuisés, ils atteignent la rive opposée.

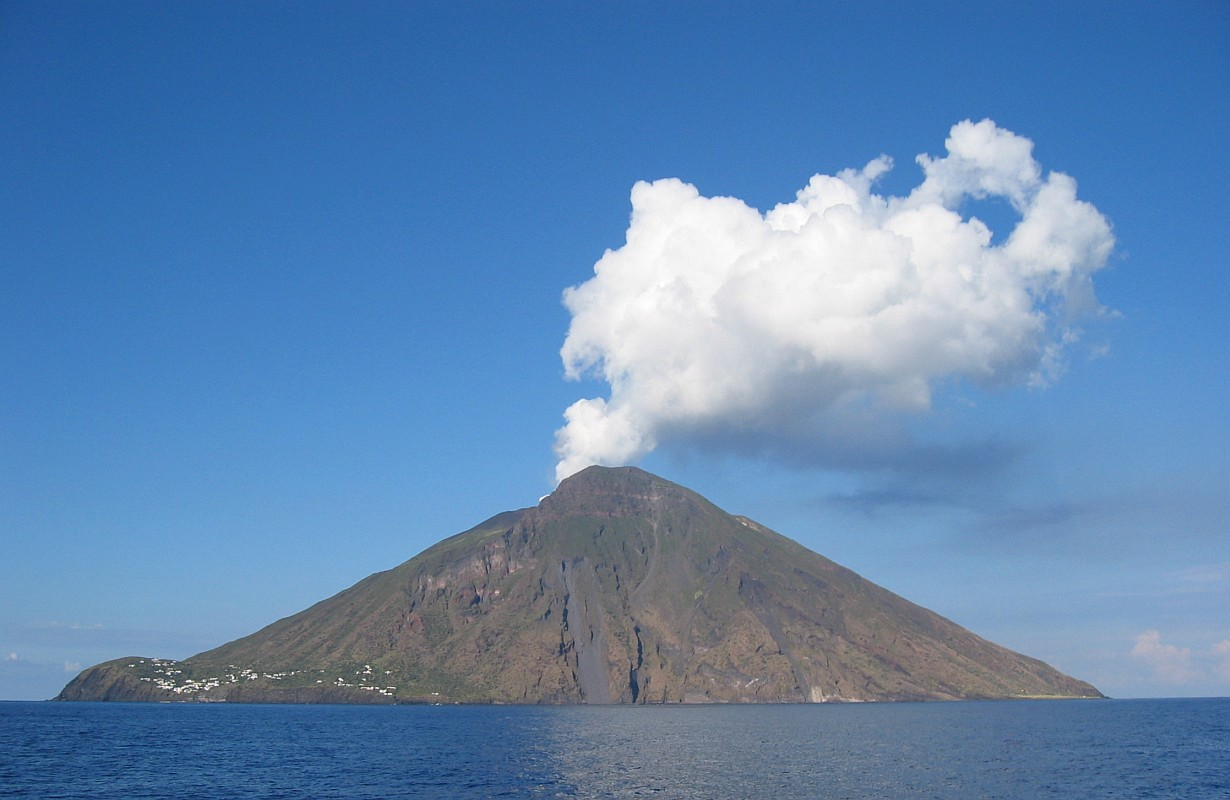
Le volcan Stromboli.

Pendant que le reste du groupe dort, Saknussemm affamé attrape Gertrud et la mange. Quand Hans le découvre, il se précipite sur le comte et tente de l'étrangler, mais Lindenbrook et McEwan le retiennent. Saknussemm fait basculer un pan de roche qui était en équilibre et chute, mourant enterré sous les pierres. La brèche ouverte involontairement par le comte permet au groupe d'explorateurs de découvrir la ville engloutie de l'Atlantide. Ils retrouvent également les restes d'Arne Saknussemm. La main droite de son squelette pointe vers une cheminée volcanique, dont le puissant courant ascendant suggère qu'elle mène à la surface, mais un énorme rocher bloque partiellement le chemin. Lindenbrook décide alors de faire sauter la roche qui obstrue la cheminée du volcan avec la poudre à canon laissée par Saknussemm, et ils s'abritent dans un grand bol d'autel sacrificiel. Un lézard géant les attaque, mais il est complètement recouvert par la lave en fusion libérée par l'explosion. La cuvette flotte au-dessus de la lave en direction du passage et est poussée très haut vers le haut pour atteindre finalement la surface débouchant sur le Stromboli. Lindenbrook, Carla et Hans sont jetés à la mer et récupérés par des pécheurs siciliens, tandis qu'Alec atterrit nu dans un arbre dans le verger d'un couvent.
De retour à Édimbourg, ils sont salués comme des héros nationaux. Cependant, Lindenbrook refuse les honneurs de l'académie, affirmant qu'il n'a aucune preuve permettant de prouver ses dires, mais il encourage les autres à suivre leurs traces. Alec épouse la nièce de Lindenbrook, Jenny (Diane Baker). Le professeur Lindenbrook et Carla Göteborg s'embrassent, gage de leur futur mariage.

## Fiche technique

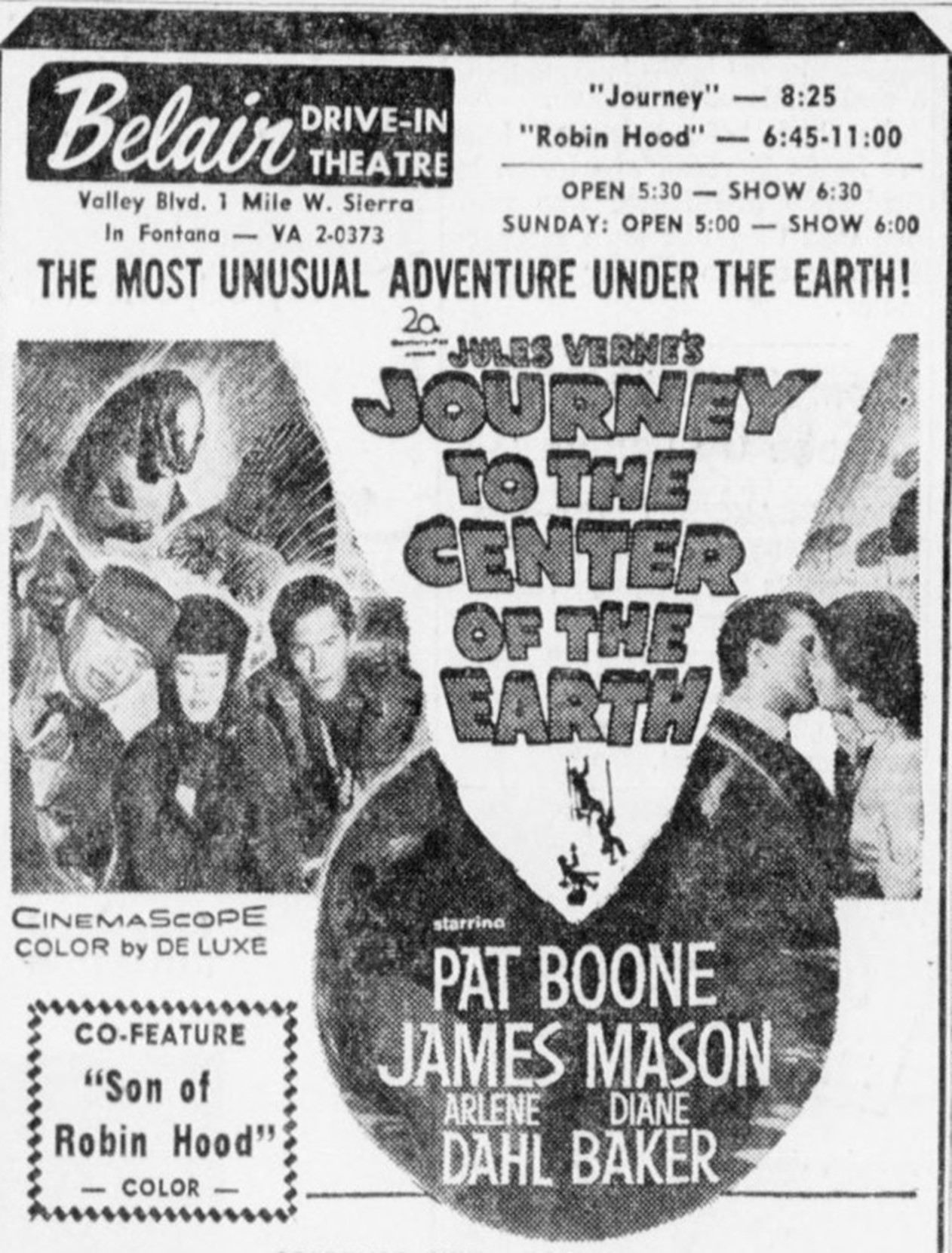
Publicité parue dans le San Bernardino Sun pour la projection du film dans un drive-in.

- Titre : Voyage au centre de la Terre
- Titre original : Journey to the Center of the Earth
- Réalisateur : Henry Levin
- Scénario : Charles Brackett, Robert Gunter et Walter Reisch, d'après le roman Voyage au centre de la Terre (1864) de Jules Verne
- Compositeur : Bernard Herrmann
- Directeur de la photographie : Leo Tover
- Décorateurs : Franz Bachelin (en), Herman A. Blumenthal et Lyle R. Wheeler
- Costumes : David Ffolkes
- Monteurs : Stuart Gilmore et Jack W. Holmes
- Pays d’origine :  États-Unis
- Langues de tournage : anglais, français, islandais, italien
- Producteur : Charles Brackett
- Sociétés de production : 20th Century Fox (États-Unis), Cooga Mooga (États-Unis) et Joseph L. Schenck Enterprises Inc. (États-Unis)
- Société de distribution : 20th Century Fox
- Budget : 3 440 000 $ US[1]
- Format : couleur par DeLuxe – 2.35 :1 CinemaScope – son stéréophonique 4 pistes – 35 mm
- Genre : Aventure, fantastique et science-fiction
- Durée : 132 min
- Dates de sortie : 
  - États-Unis : 16 décembre 1959
  - France : 11 mai 1960
- Recette : 10 000 000 $ US[2] (Box office international)

## Distribution
- James Mason (VF : Jean Davy) : le professeur Oliver Lindenbrook
- Pat Boone (VF : Marc Cassot) : Alec McEwen
- Diane Baker : Jenny
- Arlene Dahl (VF : Claire Guibert) : Carla Goetaborg
- Thayer David (VF : André Valmy) : le comte Saknussem
- Peter Ronson : Hans Belker
- Robert Adler : Groom
- Alan Napier : Dean
- Edith Evanson (VF : Hélène Tossy) : l'aubergiste islandaise

## Distinctions
Voyage au centre de la Terre a été nommé trois fois en 1960 lors de la 32e cérémonie des Oscars, : 
- Oscar de la meilleure direction artistique couleur pour Lyle R. Wheeler, Franz Bachelin, Herman A. Blumenthal, Walter M. Scott et Joseph Kish ;
- Oscar  des meilleurs effets spéciaux pour L.B. Abbott, James B. Gordon et Carlton W. Faulkner ;
- Oscar du meilleur son pour Carlton W. Faulkner.

Le film concourait la même année pour le meilleur film d'action aux Laurel Awards. Il remporte la deuxième place, derrière La Mort aux trousses d'Alfred Hitchcock.

## Autour du film
Le film conserve la trame générale du roman de Jules Verne, avec plusieurs variantes :
- L'action du roman commence en Allemagne, dans la ville de Hambourg, alors que dans le film, l'action commence en Écosse, à Édimbourg.
- Dans le roman, les héros sont allemands : le professeur Lidenbrok, son neveu Axel, sa fiancée Gräuben. Dans le film, ils sont écossais : le professeur Sir Oliver Lindenbrook, son élève Alec McEwen et sa fiancée Jenny.
- Des personnages sont ajoutés comme le comte Saknussem, un rival de l'expédition du professeur ; Carla Goetaborg, dont le mari a trahi la confiance de Lindenbrook et s'est fait assassiner par le comte Saknussem ; ainsi qu'un canard nommée Gertrud.
- Contrairement au roman, l'équipe ne rencontre pas d'Ichthyosaurus ni de Plesiosaurus, qui auraient été trop compliqués à animer et dont le rendu n'aurait pas été satisfaisant en raison des contraintes techniques des effets spéciaux de l'époque. Les monstres que va rencontrer l’équipe sont en fait des iguanes affublés d'une énorme crête dorsale, filmés en gros plan et au ralenti pour les rendre plus effrayants et incrustés ensuite dans l'image à côté des acteurs pour les faire paraître énormes par effet de perspective. La crête dorsale collée sur le dos des iguanes fait dire à Sir Oliver que ces monstres sont des Dimétrodons.
- Les héros découvrent la légendaire Atlantide — qui n'apparaît pas dans le roman de Jules Verne — et c'est grâce à une pierre d'autel atlante qu'ils rejoindront la surface en provoquant l'éruption du Stromboli. L'Atlantide apparaît en revanche dans le roman Vingt mille lieues sous les mers où elle constitue une étape de l'épopée du Nautilus.
- Vers la 47ème minute, on peut voir la première version de la scène fameuse de la boule de pierre dévalant sur les héros dans un étroit cheminement, scène devenue culte et reprise par la suite dans quelques films.